# Becca Morion
La Becca Morion (2 719 m s.l.m.) è una montagna delle Alpi Pennine; costituisce la principale elevazione della cresta che si stacca dalla Becca Conge (2 933 m) in direzione nord-ovest e sorge sopra l'abitato di Oyace.

## Toponimo
Secondo quanto sostenuto dall'abate Henry, il toponimo Morion non deriverebbe da mons rotondus, bensì dalla voce celtica rion o riot, indicante il pascolo d'alta quota.

Ciononostante, pare evidente la derivazione dal patois valdostano Mon rión, ovvero "monte rotondo" (cf. toponimo latino).

## Ascensione alla vetta
Essendo la vetta circondata da salti di roccia e costole franose, la via migliore di salita è la cresta meridionale, accessibile dal col de l'Arpessayou, raggiungibile dal bivacco La Lliée con un percorso di circa 1 ora.